# Sogni d'oro (album)
Sogni d'oro è il terzo album in studio del rapper italiano Rischio, pubblicato il 15 aprile 2010 dalla Relief Records.

## Descrizione
Le produzioni sono affidate a Shablo, J-Falla, Kennedy e a Bruttold Beatz. Per la sua realizzazione Rischio ha collaborato con diversi rapper, tra cui Gué Pequeno e Jake La Furia dei Club Dogo, Ntò e Luchè dei Co'Sang, Dargen D'Amico, DJ Lugi e Ghemon.

## Promozione
Il brano Ragazzi Fuori Pt. 2 è stato accompagnato dall'omonimo videoclip ispirato al cult movie di Mathieu Kassovitz L'odio, dopo l'esordio alla regia di Rischio con il team Undervilla nel precedente video shock Come stai programmato da Deejay TV.

## Tracce
1. Il rischio – 3:27
2. Ricorda sempre – 3:32
3. Come stai (feat. Nunzio) – 2:56
4. Prove nascoste (feat. C.U.B.A. Cabbal) – 3:30
5. Sogni d'oro – 3:40
6. Ragazzi fuori (feat. Ghetto Eden) – 3:52
7. Ci vuoi qui (feat. Royal Mehdi, 'Ntò) – 4:09
8. Bolo-Casablanca (feat. MC Casaoui, Lamaislam) – 3:28
9. Nelle vene/Stesso sangue (feat. Royal Mehdi, Jake La Furia, Luchè) – 3:45
10. Quando brindiamo (feat. Ricardo Phillips) – 2:18
11. Angeli e santi (feat. Royal Mehdi, Gué Pequeno) – 4:13
12. È solo il tocco (feat. Pupiddrhu) – 2:32
13. Dose di pace (feat. Dargen D'Amico, Lugi, Dan-T) – 4:16
14. L'eclisse (feat. Ghemon Scienz, Marina) – 3:48

Traccia bonus
1. Un altro giorno un'altra svolta (feat. Ricardo Phillips) – 4:43